# 草场蝇子草
草场蝇子草（学名：Silene platyphylla var. praticola）为石竹科蝇子草属下的一个变种。

## 扩展阅读
- 維基物種上的相關：草场蝇子草